# Arte fantástica
Arte fantástica é um gênero de arte abrangente e não muito bem definido, que demonstra a fantasia. Acredita-se que o primeiro artista "fantástico" tenha sido Hieronymus Bosch. Outros artistas que foram definidos como fantásticos são Brueghel, Giuseppe Arcimboldo, Matthias Grünewald, Hans Baldung Grien, Francisco de Goya, Gustave Moreau, Henry Fuseli, Odilon Redon, Max Klinger, Arnold Böcklin, William Blake, Gustave Doré, Giovanni Battista Piranesi, Rob Gonsalves e Salvador Dalí.
A fantasia tem sido uma parte integrante da arte desde seus primórdios, mas foi particularmente importante para o maneirismo, a arte romântica, o simbolismo e o surrealismo. A arte fantástica celebra a fantasia, a imaginação, o mundo dos sonhos, o grotesco, visões e outros mundanismos. Com o simbolismo ela divide a escolha de temas tais como a mitologia, o ocultismo e o misticismo. 
Em francês o gênero é chamado "le fantastique"; em inglês é algumas vezes referido como arte visionária, arte grotesca ou arte maneirista.
A arte fantástica não deve ser confundida com a arte de fantasia, que é o domínio de ilustradores de ficção científica e fantasia, tais como Frank Frazetta, Boris Vallejo e outros.